# Hololena curta
Hololena curta är en spindelart som först beskrevs av Henry Christopher McCook 1894.  Hololena curta ingår i släktet Hololena och familjen trattspindlar. Inga underarter finns listade i Catalogue of Life.